# منشأة كشك
قرية منشأة كشك هي إحدى القرى التابعة لمركز ديرب نجم في محافظة الشرقية في جمهورية مصر العربية. حسب إحصاءات سنة 2006، بلغ إجمالي السكان في منشأة كشك 2355 نسمة، منهم 1262 رجل و1093 امرأة.